# Nou Testament
El Nou Testament, també dit Testament Grec o Escriptures gregues, és el recull de llibres de la Bíblia cristiana escrits després del naixement de Jesucrist. El terme català prové de la traducció del llatí Novum Testamentum, i aquesta del grec Η Καινή Διαθήκη, I Kení Diathíki, que significa «El Nou Pacte» o Testament. Aquest terme va ser utilitzat pels primers cristians per a descriure la seva relació amb Déu (d'acord amb 2Co 3:6-15 i He 19:15-20), fent referència al «pacte nou» entre Déu i la humanitat en oposició al «pacte antic» o «Antic Testament», operat amb el poble d'Israel: Déu, que en temps antics havia establert la seva aliança amb aquest poble, va fer una nova i definitiva aliança amb la humanitat sencera, mitjançant el seu Fill, Jesucrist, el qual, després d'anunciar la bona nova de la salvació, va ser condemnat a morir en creu i va ressuscitar el tercer dia.
Al voltant d'aquesta afirmació fonamental de la fe dels primers cristians va néixer el Nou Testament, amb la Nova Aliança, un recull de vint-i-set escrits, redactats gairebé tots durant la segona meitat del segle i dC.

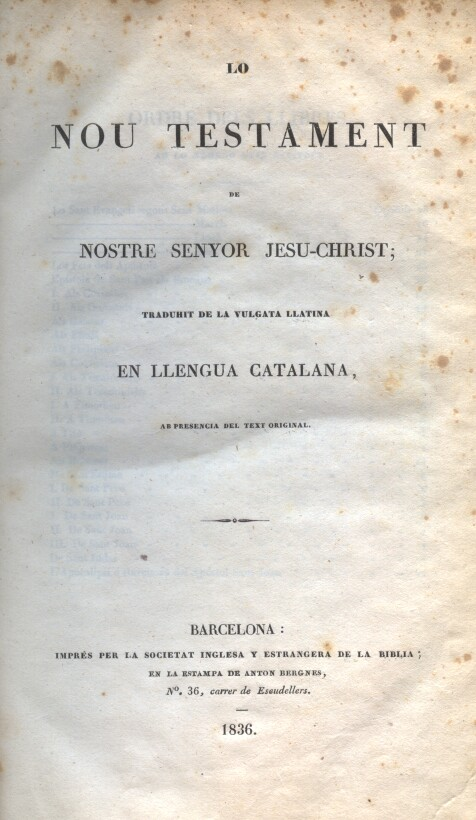
Portada de l'edició de Barcelona, 1836, de Lo Nou Testament, traduït per Josep Melcior Prat

## Context històric
Tal com és recordat pels redactors de Bíblia Catalana, l'aparició del cristianisme s'ha de contextualitzar dins d'una geografia, un temps històric, una cultura, una economia i una política ben precisos; en el mateix sentit, el biblista italià Romano Penna comença un dels seus llibres amb aquesta frase: «el cristianisme no va néixer in vitro com a fruit artificial de laboratori». L'any 1993 la Pontifícia Comissió Bíblica va publicar el document titulat La interpretació de la Bíblia en l'Església on s'afirma que no és senzill arribar als fets i paraules que es troben a la Bíblia perquè els lectors han de tornar enrere vint o trenta segles. «La Paraula eterna s'ha encarnat en una època històrica concreta, en un medi social i cultural ben determinats. Qui vulgui comprendre-la, haurà de buscar-la humilment allà on s'ha fet perceptible».

### Palestina en temps del Nou Testament

#### L'Imperi Romà
Els esdeveniments relacionats amb el Nou Testament van tenir lloc sobretot a Palestina, però també en altres regions veïnes del Mediterrani, a les quals s'havia estès el cristianisme. Tots aquests territoris es trobaven en aquell moment sota el domini romà.
Els romans havien format un imperi que tenia certes semblances amb l'imperi creat en el segle iv aC per Alexandre el Gran i que agrupava territoris molt diversos. La cultura que distingia l'Imperi Romà era el resultat de la unió entre el pensament i els costums grecs, d'una banda, i l'organització política romana, de l'altra. La base de l'imperi eren les ciutats, on abundaven els edificis públics, llocs de relació i de vida social. Les comunicacions eren bones, gràcies a la seguretat de les rutes comercials i als intercanvis de tota mena entre les diferents regions de l'imperi. La gent solia desplaçar-se a peu, i els més rics i els comerciants, en carruatges; també era important el transport marítim.
La població de l'imperi estava repartida en tres categories socials: els patricis o ciutadans romans de classe alta, els plebeus, homes lliures de classe baixa, i els esclaus. Els qui posseïen la ciutadania romana tenien dret a participar en l'elecció de magistrats, no pagaven impostos i solament podien ser jutjats pels tribunals romans; a més, no podien ser condemnats a certes penes infamants, com ara l'assotament o la crucifixió. L'esclavatge era un fet habitual en tot l'Imperi Romà.
Pel que fa a l'aspecte religiós, en l'Imperi Romà convivien tota mena de cultes, per bé que la religió oficial havia rebut molta influència grega. Al costat de la religió oficial, tenia molt de pes la religiositat de tipus popular, que es decantava cap a la màgia, la bruixeria, l'endevinació i altres manifestacions semblants. Provinents d'orient, els cultes secrets reservats a uns quants iniciats (les anomenades religions mistèriques) havien anat augmentant la seva presència social. Un altre fet significatiu és que els emperadors havien començat a rebre honors divins. Alguns emperadors, com Tiberi, Claudi o Vespasià, només van acceptar de rebre culte quan ja fossin morts, però d'altres, com Calígula, Neró i sobretot Domicià, es feren adorar en vida i van perseguir durament els qui, com els cristians, s'hi negaven.

#### El domini romà de Palestina
L'ocupació romana de Palestina havia començat l'any 63 aC, amb la conquesta de Jerusalem per part de Pompeu, l'adversari polític de Juli Cèsar.
Els romans havien posat el govern del país en mans de la dinastia herodiana. Herodes el Gran va regnar sobre tot Palestina des del 37 fins al 4 aC. Conscient que depenia d'ells per a mantenir el seu poder, es va mostrar en tot moment amic dels romans i va actuar amb astúcia i habilitat.
Herodes va emprendre la construcció de nombroses obres públiques. La més grandiosa era sens dubte la renovació del temple de Jerusalem, que havia de convertir-se en un dels edificis més monumentals de l'antigor; els treballs van començar l'any 20 aC i no acabarien fins al 62–64 dC. Malgrat tot, Herodes no va aconseguir les simpaties populars. El seu origen no jueu (la seva família era originària d'Idumea), la seva complicitat total amb els ocupants romans i la seva debilitat per la cultura grega, que en molts aspectes continuava essent inacceptable per als jueus, van fer que sempre fos mal vist per una gran part de la població. Per això eren freqüents les revoltes contra ell, a les quals va fer front amb una forta repressió militar.
Quan Herodes el Gran va morir, els territoris que formaven el seu reialme foren dividits entre tres dels seus fills: a Arquelau li va tocar Judea, Samaria i Idumea; a Herodes Antipes, Galilea i Perea, i a Filip els territoris al nord-est del Jordà. Els dos primers són els qui tenen més importància de cara al Nou Testament.
Herodes Antipes va governar a Galilea fins a l'any 39 dC. Va construir la ciutat de Tiberíades i la va fer capital del seu territori. Segons els evangelis, va fer decapitar Joan Baptista, que havia criticat la seva relació il·legítima amb Herodies, i va intervenir en el procés que dugué Jesús a la mort.
Arquelau, per la seva banda, va continuar a Judea l'actitud violenta del seu pare, i els jueus aconseguiren que l'emperador romà August el desposseís del seu càrrec l'any 6 dC. A partir d'aleshores, el seu territori va passar a ser controlat directament pels romans, per mitjà d'un governador, anomenat primer prefecte i després procurador, que depenia per a les qüestions més importants del legat de la província de Síria, resident a Antioquia. Els governadors residien a Cesarea, a la costa mediterrània, i es desplaçaven a Jerusalem en ocasions especials. En general, respectaven l'autonomia dels jueus en qüestions religioses, però controlaven de prop els aspectes judicials i financers. La presència notòria de l'exèrcit era l'arma dissuasiva dels ocupants romans. El governador de Judea més important per al Nou Testament és Ponç Pilat, que va regir-la entre els anys 26 i 36 dC. El règim de prefectes/procuradors va continuar a Judea fins a l'any 66. Hi hagué tan sols un petit interval, de l'any 41 al 44, en què un altre membre de la família herodiana, Herodes Agripa, net d'Herodes el Gran, va governar com a rei de tot Palestina. Herodes Agripa I es feu amic dels fariseus i va iniciar les persecucions contra els cristians (Ac 12). El seu fill Herodes Agripa II serà més endavant rei dels territoris del nord-est del Jordà, i durant un temps tindrà també el control del temple de Jerusalem. Dels governadors posteriors, el Nou Testament recorda Antoni Fèlix, davant el qual Pau s'ha de defensar a Cesarea (Ac 24:24), i Porci Festus, que va enviar Pau a Roma perquè fos jutjat com a ciutadà romà (Ac 24:27;Ac 25:1-32).
La poca consideració dels romans envers les lleis i els costums jueus havia anat alimentant el malestar i, com a conseqüència, els moviments de revolta. L'any 66 es va arribar a la guerra oberta. Els jueus van fer-se amos de Jerusalem i derrotaren inicialment les legions romanes. La lluita va durar quatre anys; en un primer moment les operacions foren dirigides per Vespasià, que anà reconquerint el territori jueu, fins que l'any 69, proclamat emperador, hagué de tornar a Roma. Llavors el seu fill Titus el va succeir com a general en cap de l'exèrcit en la lluita contra els jueus. L'estiu de l'any 70, després d'un setge llarg i difícil, els romans van destruir Jerusalem i el seu temple.
Amb aquesta destrucció, el judaisme perdia el seu centre i el seu punt de referència; però, malgrat tot, alguns petits grups van continuar encara la resistència contra els romans. L'últim reducte que va caure fou la fortalesa de Masada, situada en un penyal realment inaccessible vora el Mar Mort. Mentrestant, sembla que els cristians, que no s'havien unit a la lluita contra els romans, s'havien retirat a la ciutat de Pel·la, a la Transjordània.
Si el judaisme pogué sobreviure després del desastre de l'any 70, va ser gràcies sobretot al gran nombre de jueus que hi havia dispersos per tot l'Imperi Romà, però també a Palestina mateix. Els qui van guiar aquesta represa foren sobretot els fariseus, ja que els seus adversaris principals a l'interior del judaisme, els saduceus, havien desaparegut arrossegats per la catàstrofe. Així, el judaisme va rebre des d'aleshores un to marcadament fariseu i rabínic. La ciutat de Jàmnia, va ser el punt de trobada dels mestres de la Llei que van donar un fort impuls a la reorganització interna del judaisme; entre altres coses, a Jàmnia es va fixar definitivament el cànon jueu dels llibres bíblics.

### La societat jueva en elsegleidC

#### Situació social i econòmica
La principal activitat econòmica de Palestina en temps del Nou Testament era l'agricultura, que es practicava sobretot a Galilea, on hi havia extensions relativament grans de terreny fèrtil. El producte més conreat eren els cereals. La regió de Judea, no tan adequada per al conreu de la terra, permetia, encara que amb limitacions, la ramaderia. Altres activitats característiques de la Palestina del segle i dC eren la pesca i les diverses formes de treball artesà.
A Jerusalem la primera font de riquesa era el temple. En ocasió de les tres grans festes de pelegrinatge, sobretot la de Pasqua, es concentraven a la ciutat grans multituds que hi pujaven per participar en el culte del temple. A part dels ingressos que suposava per a Jerusalem aquesta afluència de gent, tots els jueus, fins i tot els que vivien fora de Palestina, estaven obligats a pagar un tribut per a sostenir el culte del temple de Jerusalem.
El comerç terrestre es feia a través d'una xarxa excel·lent de vies de comunicació, que cobria tot l'imperi. Eren freqüents les caravanes que venien de l'Orient amb productes destinats a Roma. També es mantenia un comerç exterior per via marítima. El port més important de Palestina era el de Cesarea. Palestina no era una regió especialment rica, i les úniques exportacions que es podia permetre eren l'oli, les olives i el vi. Pel que fa al comerç interior, hi havia un notable intercanvi comercial al voltant del llac de Galilea; Jerusalem posseïa igualment algunes instal·lacions comercials.
Tenint en compte les possibilitats de l'època i el nombre dels seus habitants (potser unes 750.000 persones), Palestina no estava en condicions d'oferir treball i aliment a tothom, i l'atur era un fenomen ja present, si bé les obres públiques, iniciades per Herodes, havien pal·liat una mica el problema. D'altra banda, les condicions de vida no eren gens fàcils, perquè, a més de l'escassetat, calia pagar forts impostos als romans o als seus aliats, els sobirans de la dinastia herodiana. Molts jueus van haver d'emigrar a l'estranger per buscar una millora a la seva situació. Aquesta problemàtica era agreujada pel fet que la propietat de la terra no estava gaire repartida, i a Galilea hi havia grans latifundis en mans de pocs amos, que sovint vivien a l'estranger.
Pel que fa a la posició socioeconòmica de la gent, en el nivell més alt hi havia una aristocràcia sacerdotal formada per unes quantes famílies de les quals sortia el gran sacerdot. Aquestes famílies controlaven els ingressos del temple. També cal comptar entre els rics alguns grans comerciants i terratinents que es podien permetre una vida còmoda i fins luxosa. Un altre grup de gent que vivia amb una certa tranquil·litat econòmica el formaven els petits comerciants, els artesans i un cert nombre de sacerdots.
Al costat d'això, els pobres constituïen un sector important de la societat. Entre aquests hi havia els qui treballaven a jornal, que normalment havien de buscar feina cada dia i, quan en trobaven, rebien una paga que amb prou feines cobria les necessitats d'una família petita.
Moltes persones havien de viure com a captaires; la majoria eren cecs, coixos, o malalts crònics, impossibilitats per a fer cap treball. Hi havia igualment una bona quantitat de leprosos, que eren obligats a viure fora dels nuclis habitats i a mantenir-se únicament de les almoines. Tota aquesta gent es trobava en una situació de marginació, i no tan sols econòmicament, sinó també en l'aspecte social i religiós, perquè els qui tenien algun defecte físic o patien determinades malalties eren exclosos de les sinagogues i del temple. En aquest context cal situar els nombrosos relats de miracles del Nou Testament en què Jesús guareix els malalts i els fa sortir de la situació de discriminació en què es troben.

#### Vida familiar i social
L'estructura social de Palestina en el segle i dC és de signe patriarcal. El pare és el cap de família; té la responsabilitat de mantenir la dona i els fills, i d'instruir aquests darrers en tot allò que la Llei mana de complir.
Casar-se era considerat un precepte diví, donat pel Creador des dels orígens (Gn 1:28). La poligàmia era permesa, però no era gens freqüent. L'home es casava habitualment entre els divuit i els vint-i-quatre anys, i la dona entre els dotze i els catorze. L'home tenia la possibilitat de divorciar-se, però no la dona. Ara bé, en la pràctica el divorci era poc freqüent, perquè el marit havia de donar a la muller repudiada la quantitat establerta ja en el contracte matrimonial.
La posició de la dona a l'interior del matrimoni era inferior a la del marit. La dona, en general, estava subordinada a l'home en tots els aspectes. Fora de comptades excepcions, les dones no intervenien per a res en la vida pública; no podien fer de testimoni en un judici, ni participar de manera activa en el culte; al temple de Jerusalem, només podien entrar fins a l'anomenat atri de les dones, i també a les sinagogues hi havia un espai a part per a elles. Estaven obligades només a complir els preceptes negatius de la Llei, però no els positius; tampoc no estaven obligades a l'estudi de la Llei, com els homes. En el Nou Testament hi ha molts elements que assenyalen una orientació clara vers una valoració molt més positiva de la dona, i el mateix fet que un grup de dones seguís Jesús (Lc 8:1-3) contrasta fortament amb els costums i l'ambient de l'època.
Un dels grups socials amb més pes en l'organització social del judaisme palestinenc eren els sacerdots, que asseguraven el culte del temple. el prestigi del gran sacerdot, cap del temple i del Sanedrí, el màxim òrgan de govern per als jueus d'arreu de l'Imperi Romà, era molt gran, però el seu poder havia disminuït respecte a èpoques anteriors. La resta de sacerdots, que estaven agrupats en vint-i-quatre ordes o torns, vivien generalment fora de Jerusalem, i solament oficiaven al temple dues vegades l'any, segons el torn, durant una setmana.
Entre la gent, però, tenien una influència molt més gran els mestres de la Llei, els intèrprets oficials de les Escriptures. En temps del Nou Testament, els mestres de la Llei pertanyien majoritàriament al grup dels fariseus, una de les dues grans tendències dins el judaisme de l'època, al costat dels saduceus.
Un altre moviment més reduït el formaven els zelotes i sicaris, que no admetien cap autoritat al marge de la Llei i que volien expulsar els ocupants romans emprant la violència. Un grup encara més marginal era el dels essenis, que se separaven de la resta dels jueus i formaven comunitats que es comprometien a viure de manera molt estricta tots els manaments de la Llei; la més coneguda és la que va residir a Qumran, prop del Mar Mort, fins a l'any 68 dC.

#### Ambient religiós
En temps del Nou Testament, el temple de Jerusalem conservava la importància fonamental que havia tingut al llarg de la història d'Israel. L'edifici del temple, amb les obres començades per Herodes, havia duplicat l'àrea que ocupaven els seus atris i edificis annexos, i havia estat enriquit amb tota mena de luxes. La imatge que oferia als qui anaven a Jerusalem era impressionant. Els visitants, des de lluny, el podien veure elevar-se sobre la ciutat. El temple era el centre de la vida religiosa del poble d'Israel. La primera comunitat cristiana de Jerusalem, formada per cristians d'origen jueu, va continuar vinculada en els seus orígens al culte del temple. Participaven en la pregària (Ac 3:1), però posteriorment s'anaren desvinculant del temple i el van relativitzar com a lloc de pregària (Jn 4:23).
També tenien una gran importància en la vida religiosa dels israelites les sinagogues, que eren alhora lloc de la pregària comunitària i de la instrucció en la Llei de Moisès. En l'època del Nou Testament, totes les ciutats i els pobles tenien la seva pròpia sinagoga. A les ciutats grans, on la comunitat jueva era més nombrosa, n'hi havia més d'una. La celebració principal tenia lloc el dissabte, i estava centrada en la lectura i l'explicació de l'Escriptura.
La vida religiosa dels jueus del segle i dC estava molt marcada precisament per la celebració setmanal del dissabte, durant el qual s'havia d'observar un repòs gairebé absolut. Les prescripcions sobre les activitats prohibides en dissabte s'havien multiplicat, com a fruit de la preocupació per una fidelitat absoluta a la voluntat de Déu. D'aquesta manera, el dissabte havia arribat a convertir-se per a molts en una càrrega difícil de suportar. Jesús es va oposar amb les seves accions i les seves paraules a l'esclavatge de la lletra, i proclamà que era permès de fer el bé en dissabte, i que el dissabte és per a l'home, i no l'home per al dissabte (Mc 2:27).
Al llarg de l'any, les tres festes principals que tots els jueus havien de celebrar, si els era possible, a Jerusalem eren les de Pasqua, Pentecosta i els Tabernacles. La més important de totes era la Pasqua, festa familiar en record de l'alliberament d'Egipte. El moment central de la festa era l'anomenat sopar pasqual, durant el qual es menjava un anyell prèviament immolat en el temple. El Nou Testament estableix una connexió estreta entre la Pasqua i els fets salvadors de la mort i resurrecció de Jesús; els evangelis sinòptics presenten l'últim sopar de Jesús com un sopar pasqual, i l'Evangeli segons Joan fa coincidir el moment de la mort de Jesús amb la immolació dels anyells pasquals en el temple de Jerusalem.

### Els orígens del cristianisme
Sobre aquest rerefons històric, social i religiós de la Palestina del segle i dC es van produir els fets que donaren origen al Nou Testament.
Segons el testimoni del mateix Nou Testament, Joan Baptista va anunciar al poble d'Israel que es convertís i es preparés per a l'arribada del Regne de Déu. Poc després, Jesús de Natzaret comença a proclamar l'arribada d'aquest Regne que esperaven. A partir d'aleshores recorre tot Galilea, i també altres territoris propers, anunciant a tothom aquesta bona notícia. La seva activitat fonamental té lloc al voltant del llac de Galilea, i especialment a Cafarnaüm, el seu lloc habitual de residència.
Molta gent es va sentir atreta pels seus ensenyaments i pels signes prodigiosos que feia (guaricions i altres miracles). Al mateix temps, però, Jesús va sofrir una forta oposició per part de les autoritats jueves i d'alguns membres dels grups més observants, que el dugué a morir crucificat a Jerusalem, pels volts de la festa de Pasqua, entre els anys 30 i 33.
En el temps del seu ministeri, Jesús havia format un grup de deixebles que van deixar casa i família per seguir-lo mentre ell predicava. Després de la mort de Jesús, aquests deixebles van ser testimonis de la seva presència com a ressuscitat. Ell mateix se'ls va aparèixer i els encomanà la missió de continuar l'anunci de l'evangeli del Regne a tot el món.
Els deixebles van anar proclamant pertot arreu que Déu havia ressuscitat Jesús de Natzaret, i que ell era el Messies que Israel havia estat esperant, el qui portava a la humanitat sencera la salvació de Déu. L'activitat dels apòstols i dels primers cristians es va centrar en un primer moment a Jerusalem, però després del rebuig per part de les autoritats jueves es van desplaçar cap a Samaria, cap a les ciutats de la costa mediterrània, cap a Damasc, i progressivament cap a tota la regió nord-est del Mediterrani. En un primer moment, l'expansió de l'Església va arribar fins a Antioquia, la capital de la província romana de Síria, que es convertí en un centre cabdal del cristianisme naixent, des d'on es va estendre vers l'Àsia Menor, Grècia i tot l'Imperi Romà.

### La formació del Nou Testament
En les diverses comunitats cristianes es van transmetre els records de les paraules i els fets de Jesús. Al principi aquesta transmissió va ser oral, però de mica en mica s'anà posant per escrit. Amb el temps, els cristians senten la necessitat de reunir de manera ordenada aquests records i, després d'un procés relativament llarg, neixen els evangelis, escrits d'un gènere literari peculiar que volen transmetre els fonaments de la fe en Jesús de Natzaret com a Fill de Déu fet home, mort i ressuscitat per donar la vida al món. Quatre evangelis passaran a formar part del Nou Testament: els de Mateu, Marc, Lluc i Joan. L'autor de l'Evangeli segons Lluc hi afegeix una segona part, els Fets dels Apòstols, on exposa la seva visió dels inicis del cristianisme, des del seu naixement a Jerusalem fins que arriba a Roma, la capital de l'imperi.
Un dels protagonistes dels Fets dels Apòstols és precisament l'apòstol Pau, que va tenir una influència decisiva en l'expansió i el desenvolupament de les comunitats cristianes dels primers temps. Nascut a Tars de Cilícia durant els primers anys del segle i, va ser educat com a fariseu observant i arribà a ser un perseguidor decidit dels cristians; però, després d'una forta experiència de Jesucrist, es convertí en un dels anunciadors més actius del missatge cristià, sobretot entre els qui no eren jueus. Va fundar nombroses comunitats a l'Àsia Menor i a Grècia, i va mantenir-hi una relació molt intensa, tant amb les seves visites com per mitjà de les cartes que els escrivia. En aquestes cartes, a més de donar notícies personals, respon a preguntes que li han plantejat, o bé exposa la seva opinió sobre temes que considera importants per als creients, especialment pel que fa a la relació entre la fe en Jesús i la Llei de Moisès, un dels objectes de conflicte entre els cristians del segle i. Aquesta correspondència de Pau amb les seves comunitats donarà lloc al segon gran bloc d'escrits del Nou Testament. Pau mateix va voler que les cartes que escrivia, un cop llegides, fossin portades a altres comunitats (Col 4:16Col 4,16). A mesura que Pau era conegut per un nombre més gran de cristians, va augmentar el desig de conservar els seus ensenyaments i ben aviat es feren reculls de les seves cartes, tal com testimonia el mateix Nou Testament (2Pe 3:16).
També altres personatges importants de l'Església dels primers temps van redactar cartes o escrits semblants, que enviaven a comunitats o bé a persones concretes. Alguns d'aquests van ser igualment considerats importants i divulgats entre les primeres comunitats.
Durant el primer terç del segle ii, tots els escrits que formen actualment el Nou Testament havien assolit pràcticament la seva forma definitiva. Tanmateix, fins a finals del segle iv no s'arribarà a un consens sobre els escrits que havien de ser considerats inspirats i, per tant, canònics. Les esglésies cristianes veuran el Nou Testament com a expressió plena i autèntica de la fe en Jesucrist i, en conseqüència, com a norma vàlida de pensament i de vida. Així, doncs, el Nou Testament, tal com el coneixem avui, anà configurant-se durant un procés que va durar diversos segles. Aleshores els escrits de l'Antic Testament, llegits com una preparació i un anunci de la manifestació definitiva de Déu, i els llibres del Nou Testament, realització en Jesucrist d'aquesta promesa, passaren a formar la Bíblia dels cristians, el recull de la paraula que Déu ha volgut revelar a tota la humanitat.

## Llengües
Les còpies més antigues que ens han arribat del Nou Testament foren escrites en grec, sirià i copte. Alguns crítics creuen que l'Evangeli segons Mateu va ser originalment escrit en hebreu o arameu (les llengües que parlaven els apòstols), i que l'epístola als Hebreus va ser escrita en hebreu, però aquesta teoria no és acceptada per la majoria dels teòlegs i filòlegs.
Una característica notable de la majoria dels llibres del Nou Testament, especialment dels evangelis segons Marc i segons Joan, és la baixa qualitat del grec que utilitzen, en comparació del grec refinat àtic o clàssic de les classes altes i els filòsofs de l'època. Les excepcions són els escrits de Lluc i l'epístola als Hebreus.

## Autoria
El Nou Testament va ser escrit per diverses persones de les quals en sabem ben poc. Segons la tradició, els llibres van ser escrits pels apòstols o llurs seguidors (Marc i Lluc). Abans del segle xviii tret de l'epístola als Hebreus, el cristianisme no va dubtar de l'autoria dels llibres.
Avui dia, els filòlegs accepten l'autenticitat de l'autoria de només 7 epístoles de sant Pau: Romans, 1 i 2 Corintis, Gàlates, Filipencs, 1 Tessalonisencs i Filemó; i hi ha divisió en l'acceptació de 2 Tessalonisencs, Colossencs, i Efesis (llistats en ordre descendent del suport a la tesi de l'autoria de sant Pau). Els teòlegs evangèlics accepten l'autoria de les cartes pastorals (1 i 2 Timoteu, i Titus). Pel que fa a la carta als cristians Hebreus, és unànime la postura dels exegetes, tant catòlics com protestants, que Pau no la va escriure sinó que va ser un autor que seguia la teologia de l'últim dels apòstols.
No s'ha arribat a cap consens sobre l'autoria de la resta dels llibres. Dels evangelis, la situació és molt més controvertible, ja que no hi ha cap referència dintre del text a l'autor (és a dir, són anònims); l'autoria dels evangelis és una qüestió de tradició. Un altre problema sobre l'autoria dels evangelis està relacionada amb el «Problema Sinòptic», que pot suggerir que els evangelis van ser escrits per un sol autor, o que es van basar exclusivament en un altre escrit que s'ha perdut. Per llegir més sobre aquesta teoria, vegeu l'article Evangelis.
No hi ha cap consens sobre l'autoria dels llibres apòcrifs del Nou Testament, ni dels llibres coptes. Com la majoria dels escrits antics, només n'hi ha còpies, però no ha sobreviscut cap original.

## Llibres del Nou Testament
El cànon del Nou Testament fou fruit d'un desenvolupament al llarg de molts segles. No serà fins a l'any 1563 amb el Concili de Trento que quedà definitivament tancat.
El Fragment Muratorià, que data per alguns de l'any 170 (sobre la base d'una referència interna al papa Pius I i arguments esgrimits per Bruce Metzger), i segons altres del segle iv (segons l'Anchor Bible Dictionary), fou el primer intent d'establir un cànon del Nou Testament en el cristianisme oficial. És similar, però no idèntic, al cànon modern del Nou Testament.
L'any 397 dC. el papa Sirici I convocà el tercer concili de Cartago amb la finalitat de formar el cànon del nou testament i havent de triar entre més d'un centenar d'evangelis, epístoles i gairebé mil cartes.
Finalment al segle xvi s'imposà la versió de la Vulgata, traducció de la Bíblia al llatí feta per Sant Jeroni i oficialitzada pel Concili de Trento.

### Evangelis
Els Evangelis descriuen la vida, mort i resurrecció de Jesucrist:
- Evangeli segons Mateu: escrit per Mateu, apòstol de Jesucrist i excobrador d'impostos.
- Evangeli segons Marc: escrit per Marc, apòstol de Pere i de Pau.
- Evangeli segons Lluc: escrit per Lluc, doctor, apòstol de Pau a qui va acompanyar en alguns viatges.
- Evangeli segons Joan: escrit per l'apòstol de Jesucrist, Joan.

### Històric
A més de les històries de la vida de Jesucrist, el llibre dels Fets dels Apòstols, descriu la història d'allò que s'ha anomenat «Església Primitiva», és a dir, del començament de l'església cristiana i la seva extensió a Europa i Àsia Menor. Va ser escrit per Lluc com a segona part del seu tractat sobre la història del cristianisme, la primera part del qual és l'evangeli que porta el seu nom.

### Cartes
Les cartes o epístoles, són cartes o lletres escrites a persones i/o congregacions cristianes. Contenen temes teològics importants, i són una font teològica per l'estudi del desenvolupament de l'església cristiana.

#### Epístoles Paulines
Les Cartes o Epístoles Paulines (o Corpus Paulinum) són les cartes que van ser escrites per l'apòstol Pau. Els noms de les cartes són les congregacions/nacionalitats o les persones a qui van ser dirigides:
- Carta als Romans
- Primera carta als Corintis
- Segona carta als Corintis
- Carta als Gàlates
- Carta als Efesis
- Carta als Filipencs
- Carta als Colossencs
- Primera carta als Tessalonicencs
- Segona carta als Tessalonicencs
- Primera carta a Timoteu
- Segona carta a Timoteu
- Carta a Titus
- Carta a Filemó

L'única carta que no conté cap referència al seu autor és l'Epístola als Hebreus tradicionalment atribuïda a l'apòstol Pau. Alguns teòlegs creuen que va ser escrita per un seguidor de Pau, potser Apol·lo.

#### Cartes Generals o Catòliques
Les Cartes Generals o Catòliques tradicionalment identifiquen les epístoles que no van dirigides a persones específiques sinó als cristians en general. Però, dues cartes de Joan, semblen estar dirigides a Gaio, i per això, una altra definició de les epístoles generals inclou a totes aquelles que no van escrites per sant Pau. Aquestes cartes s'identifiquen amb el nom de l'autor.
- Carta de Jaume
- Primera carta de Pere
- Segona carta de Pere
- Primera carta de Joan
- Segona carta de Joan
- Tercera carta de Joan
- Carta de Judes

### Profètic
El llibre d'Apocalipsi o Revelació de sant Joan, és l'últim llibre del Nou Testament, i és prou diferent de la resta, ja que el seu contingut és profètic i/o simbòlic sobre la fi del món.

### Importància relativa dels diversos llibres
Els diversos llibres del Nou Testament s'han valorat de forma diferent al llarg de la Història, segons el criteri utilitzat per jutjar-los.
Luter, per exemple, tenint en compte si els llibres es corresponien més o menys amb la doctrina de la justificació per la fe, va destacar els llibres següents per sobre de la resta:
- dels 4 Evangelis, l'Evangeli segons Joan.
- de les cartes, les de Pau (sobretot Romans, però també Gàlates i Efesis) i la primera de Pere. La primera de Joan també, però per sota.

## Còdex

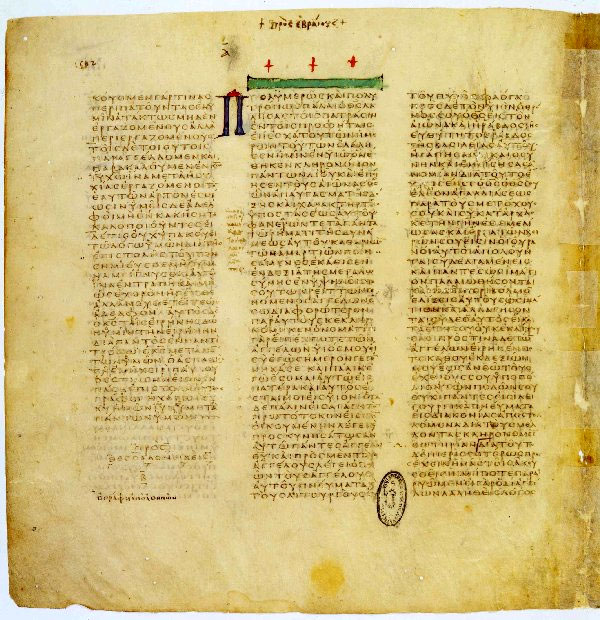
Còdex Vaticanus

Els còdexs més antics que recullen els evangelis són:
- Còdex Vaticanus, data de mitjan segle iv.
- Còdex Sinaiticus, de mitjan segle iv.
- Còdex Alexandrinus, del segle v
- Còdex d'Efrén, del segle v.
- Còdex Bezae, del segle v. Només recull els Evangelis i els Fets dels Apòstols. El text dels Fets difereix un poc d'altres versions.
- Còdex Freer, del segle v. Només recull els Evangelis.